# Enrique Tierno Galván

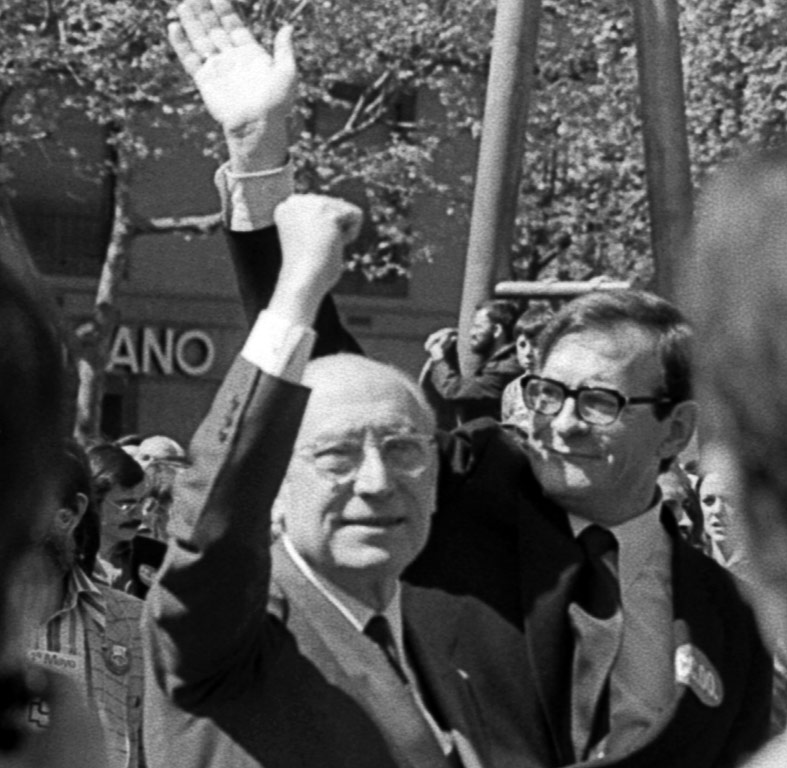
Enrique Tierno Galván (mit der erhobenen Faust) mit Ramón Tamames an der Demonstration zum Ersten Mai in Madrid, 1979

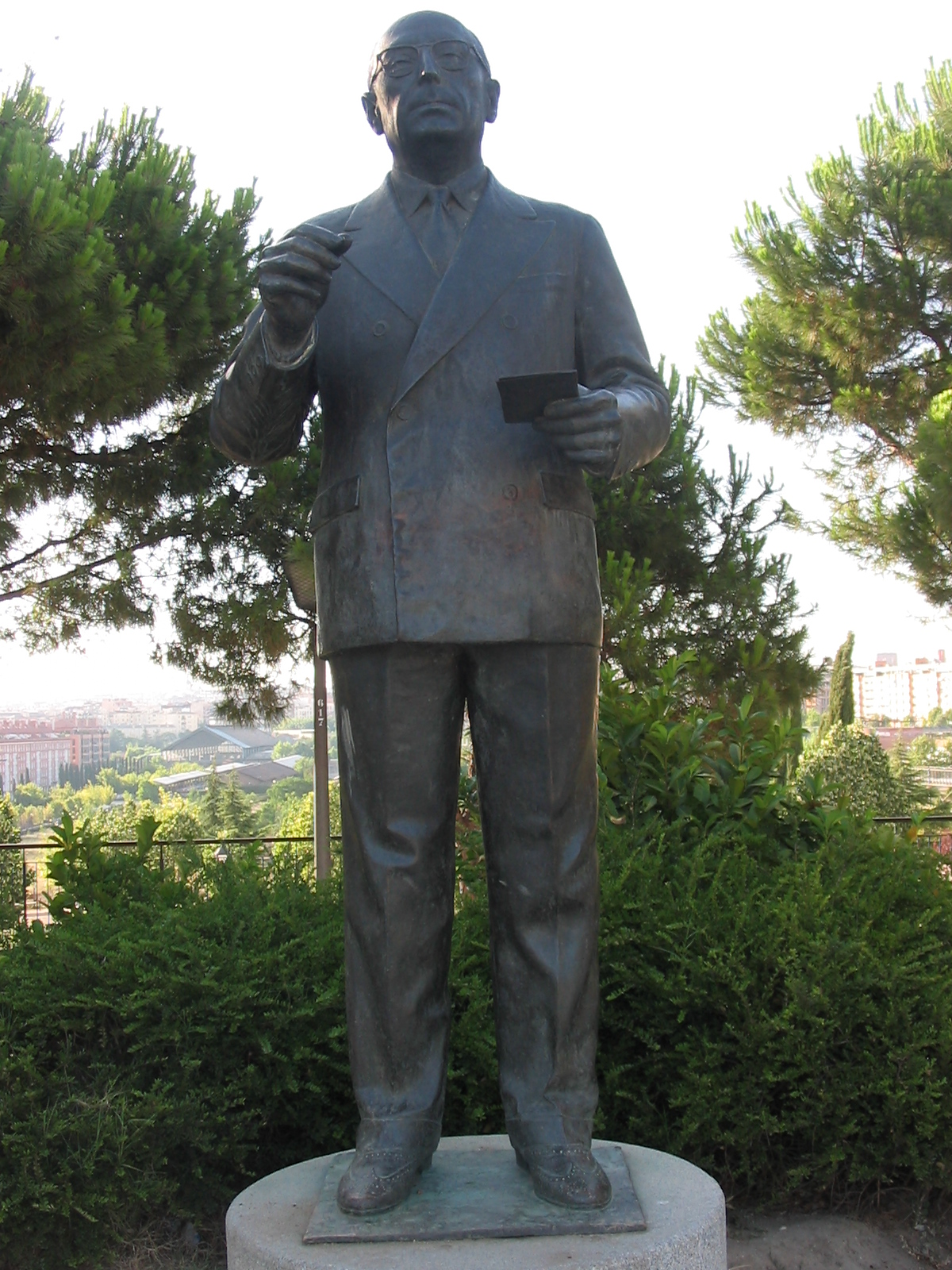
Bronzestatue von Enrique Tierno Galván im Jardín del Planetario in Madrid.

Enrique Tierno Galván (* 8. Februar 1918 in Madrid; † 19. Januar 1986 ebenda) war ein spanischer Politologe, Soziologe, Jurist und Schriftsteller, promoviert in Recht und Philosophie, Professor für politisches Recht von 1948 bis 1953 an der Universität Murcia und von 1953 bis 1965 an der Universität Salamanca.

## Leben und Werk
Tierno Galván hat die erste Übersetzung des Tractatus von Ludwig Wittgenstein angefertigt und veröffentlichte über den Schelmenroman, den Historischen Roman und Makrosoziologie. Darüber hinaus veröffentlichte er 1964 die Abgrenzungen der westlichen Kulturgeschichte der Neuzeit und übersetzte das Hauptwerk Edmund Burkes: Reflections on the Revolutions in France.
1957 wird er wegen seiner politischen Aktivitäten angeklagt. Im August 1965 schließlich wird er von der Universität ausgeschlossen, da er die Studentenproteste gegen die Diktatur Francos gemeinsam mit den Professoren José Luis López Aranguren und Agustín García Calvo unterstützt hat. 1966 nimmt er einen Ruf in die USA an die Universität Princeton an (1966–1967). Aus der aufgrund der Repressionen nur im Untergrund aktiven PSOE (Partido Socialista Obrero Español) scheidet er wegen unterschiedlichen Auffassungen aus und gründet nach seiner Rückkehr nach Spanien 1968 die PSI (Partido Socialista del Interior), die sich ab 1974 Partido Socialista Popular (PSP) nennt. Im gleichen Jahr gründet diese Partei gemeinsam mit der Kommunistischen Partei (PCE), der Arbeitspartei (PTE), den Karlisten (PC) und verschiedenen unabhängigen Persönlichkeiten die Vereinigte Demokratische Partei (JDE).
Nach dem Tod Francos 1975 erhielt er 1976 seinen Lehrstuhl zurück. Bei den ersten demokratischen Wahlen am 15. Juni 1977 wird er Abgeordneter für Madrid über die Liste der PSP, die insgesamt sechs Abgeordnete stellt und sich der PSOE anschließt, deren Ehrenpräsident er im April 1978 wird. Bei den ersten Kommunalwahlen im April 1979 kandidiert er für das Amt des Bürgermeisters von Madrid. Obwohl seine Partei nicht die meisten Stimmen erhält, wird er mit Unterstützung der Kommunistischen Partei Bürgermeister. Ebenfalls mit Unterstützung der Kommunisten behält er das Amt ab 1983 auch für eine zweite Amtszeit, die er bis zu seinem Tod im Januar 1986 führt. In seinen fast sieben Jahren als Bürgermeister veranlasst er wichtige Reformen und gewinnt große Popularität. Seine anspruchsvollen und ironischen Memoiren Cabos sueltos verfasst er 1981. Seine politischen Gegner hingegen klagen ihn an, dass er seinen persönlichen Werdegang verzerre. Der Journalist César Alonso de los Ríos schreibt in seinem Buch Die Wahrheit über Tierno Galván (1997):

«se inventó una personalidad soriana rural; una familia labradora imaginaria; una actividad militante en la guerra civil; una persecución política en la postguerra en contradicción con la brillantez de su carrera académica; una ideología marxista cuando aún estaba en una época que podríamos definir tecnocrática y regeneracionista; un supuesto republicanismo frente a su real monarquismo […]»

Trotzdem hat er mit seinen humorvollen und gut geschriebenen städtischen Erlassen und Initiativen, die sich bis in Details wie die Enten am Manzanares und die öffentlichen Blumenbeete hineinbewegten oder aber die Jugend im Fokus hatten, breite Zuneigung bei den Madrilenen gewonnen. Dabei ist insbesondere seine Unterstützung der sogenannten Movida madrileña hervorzuheben. Die Madrider Jugend nannte ihn liebevoll „el viejo profesor“ (der alte Professor) und „Bürgermeister der Movida“. Hervorzuheben ist auch die von ihm geschriebene Präambel der Verfassung des Königreiches Spanien von 1978. Seine Beerdigung am 21. Januar 1986 wurde eine der größten Menschenansammlungen in der spanischen Hauptstadt.

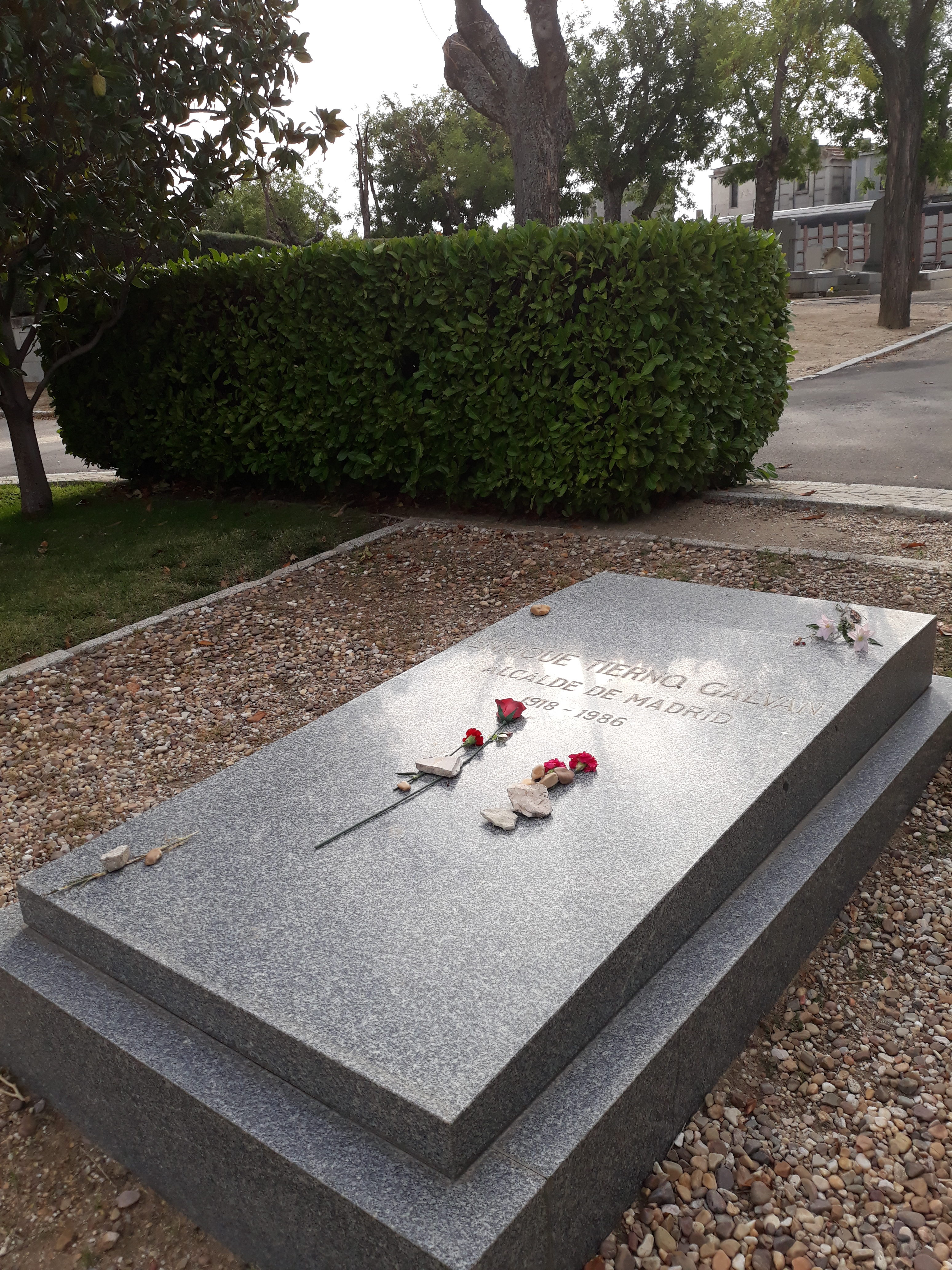
Das Grab von Enrique Tierno Galván auf dem Almudena-Friedhof in Madrid

## Übersetzung
- in Auszügen: Lorenz von Stein: Movimientos sociales y Monarquia. Instituto des estudios politicos, Madrid 1957 (deutsche Veröffentlichung: Geschichte der sozialen Bewegungen in Frankreich von 1789 bis auf unsere Tage. 3 Bände. Leipzig 1850).